# 인제군의 행정 구역
인제군의 행정 구역은 1읍 5면이며, 인제군의 면적은 1646.33km2로 전국의 1.7%, 강원특별자치도의 9.9%이다. 전면적의 90% 이상이 임야로 구성되며, 해발 800m이상의 준령이 20여개 있다. 인구는 3만여명으로 면적에 비해 인구밀도가 낮으나 귀농 인구, 전원생활을 위한 도시인구 전입으로 증가 추세에 있다.

## 행정 구역
| 읍면동            | 한자              | 인구   | 세대   | 면적     | 행정 지도 |
| ----------------- | ----------------- | ------ | ------ | -------- | --------- |
| 인제읍            | 麟蹄邑            | 9,017  | 3,682  | 315.24   |           |
| 인제읍 귀둔출장소 | 인제읍 귀둔출장소 | 587    | 255    |          |           |
| 남면              | 南面              | 3,867  | 1,720  | 243.24   |           |
| 북면              | 北面              | 8,274  | 3,675  | 349.06   |           |
| 기린면            | 麒麟面            | 5,162  | 2,214  | 275.09   |           |
| 서화면            | 瑞和面            | 3,371  | 1,607  | 265.37   |           |
| 상남면            | 上南面            | 1,649  | 781    | 197.54   |           |
| 인제군            | 麟蹄郡            | 31,927 | 13,934 | 1,645.54 |           |

## 법정리
| 읍·면  | 법정리 |
| ------ | --- |
| 인제읍 | 상동리(上東里), 남북리(南北里), 합강리(合江里), 덕산리(德山里), 덕적리(德積里), 원대리(院垈里), 귀둔리(貴屯里), 가아리(加兒里), 가리산리(加里山里), 하추리(下楸里), 고사리(古沙里)                                     |
| 남면   | 신남리(新南里), 신풍리(新豊里), 어론리(於論里), 부평리(富坪里), 갑둔리(甲屯里), 정자리(亭子里), 남전리(藍田里), 관대리(冠垈里), 신월리(新月里), 상수내리(上水內里), 하수내리(下水內里), 수산리(水山里), 소치리(所峙里) |
| 북면   | 원통리(元通里), 월학리(月鶴里), 한계리(寒溪里), 용대리(龍垈里) |
| 기린면 | 현리(縣里), 북리(北里), 서리(西里), 방동리(芳洞里), 진동리(鎭東里) |
| 서화면 | 천도리(天桃里), 서흥리(瑞興里), 서화리(瑞和里), 가전리(加田里), 심적리(深積里), 서희리(瑞希里), 장승리(長承里) |
| 상남면 | 상남리(上南里), 하남리(下南里), 미산리(美山里), 김부리(金富里) |

- 미수복지역 : 서화면 이포리(伊布里)

## 역사
1895년 음력 윤5월 1일 춘천부 인제군으로 개편되었다. 이듬해 8월 4일 상위 행정기관인 춘천부가 강릉부와 합쳐지면서 강원도 소속이 되고, 1914년 4월 1일 행정 구역 재조정으로 여섯 면(군내면, 내면, 남면, 북면, 서화면, 기린면)으로 개편되었다. 1916년 군내면이 인제면으로 개칭된다.
1945년 8월 15일 소군정의 관할에 놓인다. 단 남면, 기린면, 내면은 미군정의 관할에 두었다. 같은 해 9월 16일 미군정 관할의 인제군을 홍천군에 편입하였다. 한국 전쟁 이후에는 대한민국의 행정구역으로 바뀌었으나, 서화면 북쪽은 북조선에 남아 있다. 해당지역은 금강군에 편입되었다. 1954년 11월 17일 인제군을 강원도의 관할에 두었다. (6면)
| 법률 제350호 수복지구임시행정조치법                                |
| 신 행정구역                                                        |
| 인제군 인제면, 북면, 서화면, 남면, 기린면, 해안면(양구군에서 편입) |
- 1963년 1월 1일 : 해안면을 서화면에 합면하였다.[6]
- 1973년 7월 1일 : 홍천군 내면 일부를 기린면에, 서화면에 속해있던 해안면 지역인 현리, 오류리, 만대리, 월산리, 후리, 이현리가 양구군 동면으로 편입되었다. 양구군 남면 상수내리, 하수내리를 인제군 남면으로 편입하였다.[7] (5면)
- 1979년 5월 1일 : 인제면을 인제읍으로 승격[8]
- 1983년 2월 15일 : 인제군 기린면 상남리·하남리·미산리와 남면 김부리를 관할로 하여 상남면이 신설됨에 따라[9] 1읍 5면 체제가 되었다.
- 2017년 3월 22일 : 북면에 원통9리 신설. 남면 갑둔리를 소치리로 명칭 변경. 단, 군사적 이유로 거주가 제한되는 지역은 기존 명칭인 갑둔리로 존치.[10][11]